# Cryoprecipitaat
Een cryoprecipitaat is een plasmabestanddeel dat uit vers bevroren plasma wordt bereid door precipitatie van de eiwitten door middel van bevriezen en ontdooien, gevolgd door concentratie en resuspensie van de neergeslagen eiwitten in een klein volume van het plasma.
De techniek van het maken van een cryoprecipitaat werd in 1964 ontwikkeld, nadat 
de Amerikaanse Judith Pool bij toeval opmerkte dat wanneer ingevroren plasma langzaam ontdooit bij een temperatuur vlak boven het vriespunt, er zich een neerslag vormt waarin stollingsfactor VIII in een verhoogde concentratie aanwezig is. De ontdekking van dit zogenaamde cryoprecipitaat als methode voor het verkrijgen van factor VIII betekende een doorbraak voor de behandeling van patiënten met de bloedstollingsziekte hemofilie A.